# SIAM SHADE Tribute
『SIAM SHADE Tribute』（シャム シェイド トリビュート）は、海外アーティストによる、SIAM SHADEのトリビュート・アルバム。2010年10月27日発売。

## 解説
- エアロスミスやオジー・オズボーンなどの名だたるアーティストを手掛けたプロデューサーであるマーティ・フレデリクセンが、日本のアーティストとのクリエイティヴ・ワークを模索していた折、SIAM SHADEに注目したことがキッカケ。既に解散した事実を知りながらもSIAM SHADEの楽曲を気に入り、メジャーデビュー15周年も祝うべく、自らがプロデュースしてきたアーティストたちを一同に集め、更に企画に賛同したハード・ロックの大手マネージメント事務所「Union Entertainment Group」の助けもあって、本作の制作・発売が決まったという[3]。
また、スペシャル・トラックとして日本からはAcid Black Cherryが参加。なお、Acid Black Cherry以外は全英詩でカバーされた[3]。
- 同日にはSIAM SHADEのライブアルバム『SIAM SHADE XII 〜The Best Live Collection〜』も発売[3]。

## 収録曲
1. Don’t Tell Lies
セバスチャン・バックによるトリビュート。
2ndアルバム『SIAM SHADE III』収録曲。
2. GET OUT
ニック・フロストによるトリビュート。
15thシングル「アドレナリン」カップリング。
3. 1/3の純情な感情（Alt Ver.）
ジェイニー・レインによるトリビュート。
6thシングル。
4. せつなさよりも遠くへ（Alt Ver.）
リッチー・コッツェンによるトリビュート。
13thシングル。
5. LOVE
エリック・マーティンによるトリビュート。
16thシングル。
6. Life（Alt Ver.）
ジョン・コラビによるトリビュート。
14thシングル。
7. GET A LIFE
マイク・ヴェセーラによるトリビュート。
5thアルバム『SIAM SHADE VI』収録曲。
8. 曇りのち晴れ
マーク・スローターによるトリビュート。
10thシングル。
9. Dreams
マイク・ラオッコによるトリビュート。
8thシングル。
10. Triptych（Alt Ver.）
ジョージ・リンチによるトリビュート。
5thアルバム『SIAM SHADE VI』収録曲。
11. 1/3の純情な感情
Acid Black Cherryによるトリビュート。
6thシングル。
※スペシャル・トラックとして、唯一日本のアーティスト。

## SIAM SHADE Tribute VS Original
2011年7月27日には、SIAM SHADE再結成を記念して『SIAM SHADE Tribute』にカバーされた原曲を集めたDISC 2を付属し、『SIAM SHADE Tribute VS Original』として再発売。
ちなみにDISC 2の収録曲は、表記はされていないもののデジタルリマスタリングが施されている。
本作の収益の一部は、東日本大震災の義援金として寄付された。

## 収録曲

### DISC 1
2010年発売の『SIAM SHADE Tribute』と同じ

### DISC 2
1. Don’t Tell Lies
2. GET OUT
3. 1/3の純情な感情
4. せつなさよりも遠くへ
5. LOVE
6. Life
7. GET A LIFE
8. 曇りのち晴れ
9. Dreams
10. Triptych